# 이지리 오카다
이지리 오카다 (イジリー岡田, 1964년 9월 23일 - )는 일본의 코미디언이다. 본명은 오카다 노보루 (岡田 昇)이다.
도쿄도 출신. 호리프로 소속. 본가는 사이타마현 사이타마시 우라와구.우라와 실업 학원 고등학교를 졸업. 신장 170cm, 체중 76kg.